# Diptiek van Philippe de Croÿ
Diptiek van Philippe de Croÿ is een tweeluik in olieverf van Rogier van der Weyden uit circa 1460. Het is een van de weinige portretten uit het atelier van Rogier van der Weyden dat unaniem aan hemzelf wordt toegeschreven. Het portret behoort tot de collectie van Koninklijk Museum voor Schone Kunsten in Antwerpen. De bijbehorende Madonna, die in het bezit van een Amerikaans museum, is eerder het werk van een assistent.

## Voorstelling
Philippe richt zich in aanbidding tot Maria en het Christuskind op het linkerpaneel. In zijn handen houdt hij een rozenkrans. Om zijn hals draagt hij een reeks gouden kettinkjes en onderaan is nog net zijn ponjaard te zien.
Dit type devotiediptiek werd bedacht door Rogier van der Weyden, waarschijnlijk op basis van Franse voorbeelden uit ca. 1400, en door jongere kunstenaars, zoals Hans Memling en Hugo van der Goes, verder ontwikkeld. Het is ontstaan uit een combinatie van twee verschillende voorstellingen: enerzijds het dubbelportret of tweeluik van een echtpaar en anderzijds de voorstelling van de voorspraak van Maria bij Christus, waarbij de figuren als bustes zijn uitgebeeld. Op het devotiediptiek heeft Maria de plaats ingenomen van Christus en is het de geportretteerde man of vrouw die zich in aanbidding tot Maria wendt. Bij een huwelijksportet is de man altijd op het linkerpaneel (aan de dominante 'dexter'-zijde) afgebeeld en de vrouw op het rechterpaneel (aan de ondergeschikte 'sinister'-zijde). Omdat op het devotiediptiek Maria de hoger geplaatste persoon is, neemt de man hier juist de ondergeschikte positie op het rechterpaneel in en is het linkerpaneel voor Maria gereserveerd. In het geval van een devotie-triptiek met Maria in het midden, geflankeerd door de beide huwelijkspartners, is de man weer op het linkerpaneel afgebeeld en de vrouw op het rechterpaneel, zoals bij de portretten van Tommaso Portinari en Maria Baroncelli door Hans Memling, waarvan het middelste Maria-paneel verloren is gegaan.

## Identificatie en datering
De geportretteerde is Philippe de Croÿ, tweede graaf van Chimay, die soms verward wordt met de gelijknamige graaf van Porcéan, een familielid en tijdgenoot die in dezelfde kringen verkeerde. Hij behoorde tot de hoge adel van Bourgondië en was een belangrijk persoon aan het hof van de Bourgondische hertogen. Hij kon worden geïdentificeerd dankzij de heraldische voorstelling op de achterzijde met het familiewapen en de nog deels zichtbare inscripties: [...]ippe de Croy / [...]neur de Sempy, oftewel: Philippe de Croÿ, heer van Sempy. Op de voorzijde is linksboven een monogram aangebracht, dat ook in meerdere manuscripten voorkomt, maar dat nog niet bevredigend is verklaard.
Het portret wordt meestal rond 1460 gedateerd, omdat hij in 1461 zijn titel heer van Sempy, die op de achterzijde is vermeld, overdroeg aan zijn jongere broer Michel en zelf de belangrijkere titel heer van Quiévrain aannam, die hij van zijn moederszijde had geërfd. In 1472 erfde hij de titels heer van Thon-sur-Marne en graaf van Chimay van zijn vader Jean de Croÿ. Hij was onder meer kapitein-generaal van Henegouwen en kamerheer van Filips de Goede. Onder zowel Filips de Goede als diens opvolger Karel de Stoute nam hij deel aan militaire campagnes. In 1473 werd hij opgenomen in de Orde van het Gulden Vlies. In 1477 werd hij gevangengenomen tijdens de Slag bij Nancy, waarbij Karel de Stoute omkwam. Vervolgens trad hij in dienst van de toekomstige keizer Maximiliaan en Maria van Bourgondië. Hij overleed in 1483.

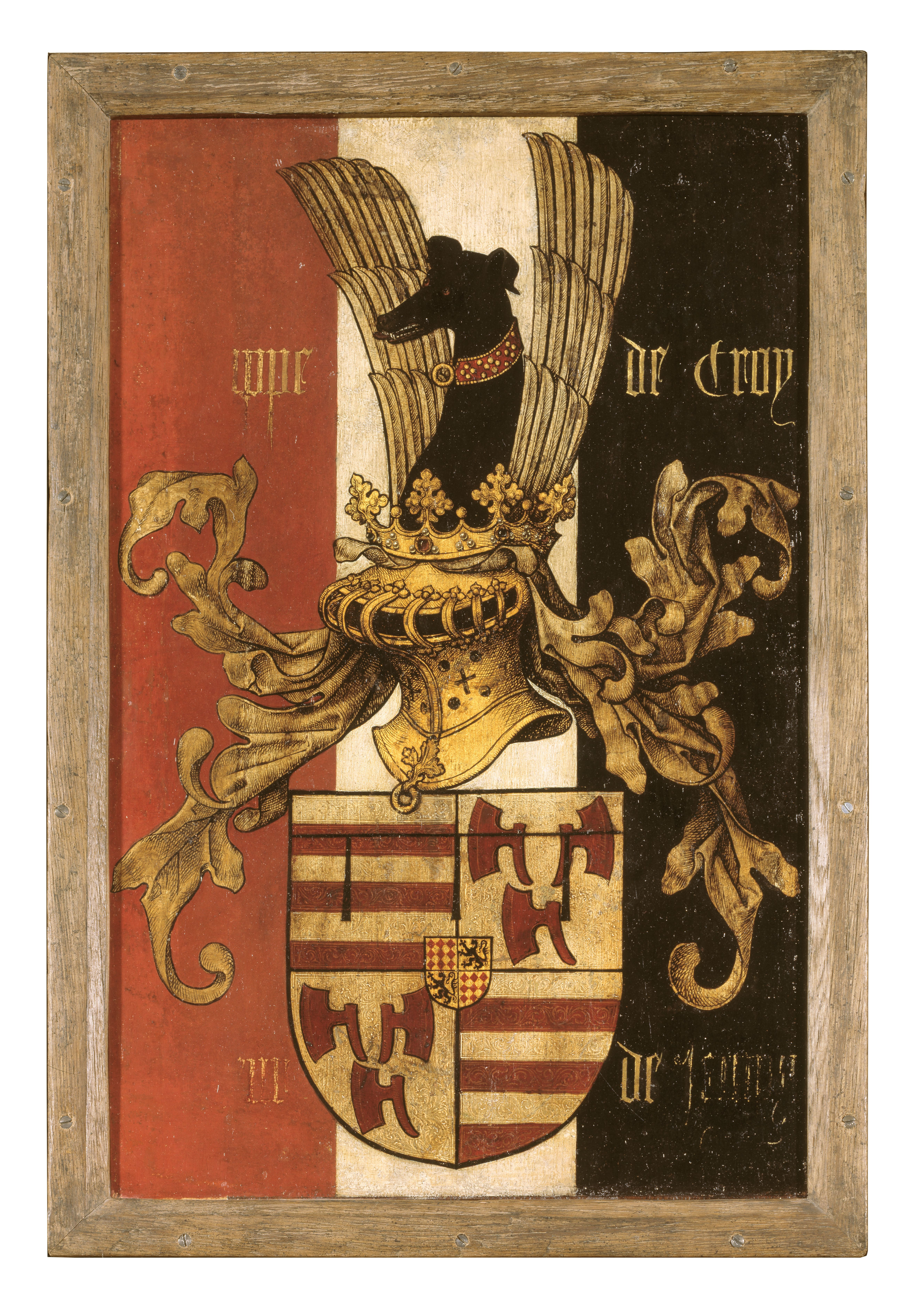
Keerzijde van het portret met het wapen en resten van een opschrift

## De Madonna
Hoewel het niet helemaal zeker is dat de Madonna in de Huntington Art Gallery de pendant is van het portret van Philippe de Croÿ, zagen kunsthistorici, zoals Hulin de Loo en Panofsky, juist in de combinatie van Jezus die een kostbaar boek vasthoudt, en de kunstminnende hoveling een bevestiging dat de beide panelen bij elkaar horen. In elk geval hebben ze dezelfde afmetingen. Hulin de Loo beschreef de manier waarop het Christuskind zijn aandacht op het boek richt als "niet lezend, zoals hij vaak doet op afbeeldingen uit deze tijd, maar hij opent slechts een van de sloten, alsof hij het boek zojuist als geschenk heeft gekregen van de donor naar wie hij zich gekeerd heeft." Hulin de Loo deed de suggestie dat het boek een verwijzing was naar bijvoorbeeld een rijk verlucht getijdenboek dat de geportretteerde kort ervoor had laten uitvoeren. In dat geval zou het portret van Philippe de Croÿ inderdaad in aanmerking komen als de pendant van de Madonna, omdat er meerdere manuscripten bekend zijn die in opdracht van hem zijn gemaakt. Deze manuscripten komen uit de collectie van zijn zoon Charles, de eerste prins van Chimay, en ze zijn herkenbaar aan de heraldische symbolen van Philippe en diens vrouw Walburga van Meurs.

## Stijl en techniek

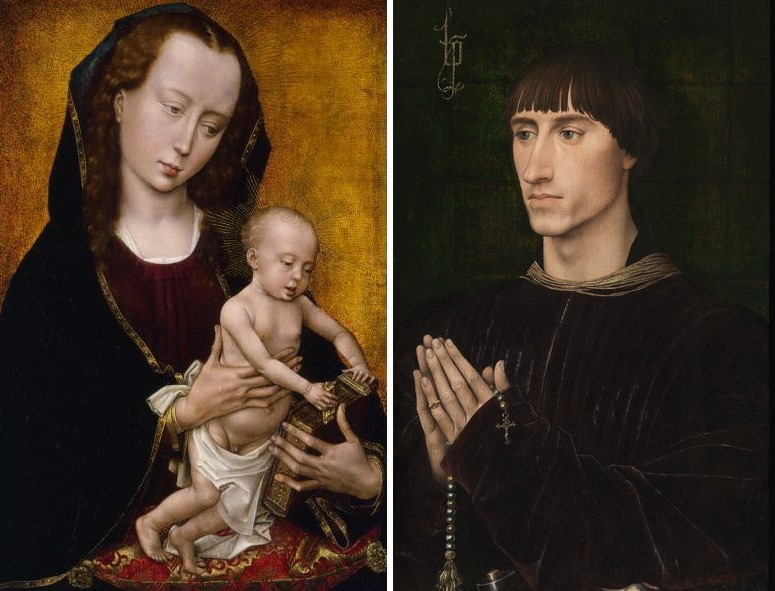
Het diptiek virtueel herenigd

Het portret wordt unaniem beschouwd als een eigenhandig werk van Rogier van der Weyden. Panofsky noemde het een labor of love. In zijn late portretten wist Rogier van der Weyden als geen ander zijn machtige opdrachtgevers zo voordelig mogelijk voor de dag te laten komen zonder de werkelijkheid al te veel geweld aan te doen. In het geval van Antoon van Bourgondië was dit niet zo moeilijk, omdat hij bekendstond als een knappe man. Philippe de Croÿ daarentegen had volgens kroniekschrijver George Chastelain een grote neus – een gelaatstrek die Rogier gebruikte om hem een slank maar krachtdadig profiel te geven. De Madonna is waarschijnlijk niet door Rogier van der Weyden zelf uitgevoerd. Het gezichtstype van Maria komt eerder overeen met andere niet-eigenhandige werken uit zijn atelier en ook details, zoals de parels, zijn minder virtuoos uitgevoerd dan op de voor- en achterzijde van het portret.
Als de twee panelen inderdaad bij elkaar horen, is het verschil in achtergrond opvallend: goud voor Maria en donkergroen voor Philippe. Volgens Panofsky wilde Van der Weyden hiermee het contrast tussen de hemelse en de aardse wereld weergeven. Het subtiele ruitpatroon op de achtergrond van beide panelen zorgt er dan weer voor dat ze toch een eenheid vormen. De donkergroene doek, die harmonieert met Philippes purperen fluwelen gewaad, is niet veel minder luxueus dan het bladgoud. De achtergrond is uitgevoerd in de lustertechniek, waarbij transparante olieverf wordt aangebracht over metaalfolie (goud, zilver of tin). In dit geval bestaat de achtergrond uit bladzilver waarover laagjes transparante groene olieverf zijn aangebracht om de kleur dieper, rijker en verzadigder te maken. Voor het wapen op de achterzijde van het portret is op de traditionele manier gebruikgemaakt van bladgoud en bladzilver zonder 'lusteren'. Het monogram is zo geschilderd dat het lijkt alsof het met gouddraad erop is geborduurd.

## Herkomst
Het portret werd door Florent van Ertborn aangekocht uit een kasteel in de omgeving van Namen en na zijn dood in 1840 nagelaten aan het museum in Antwerpen. Het portret is gereinigd in 2006. Het paneel bestaat uit twee verticale planken, waarvan de linker origineel is en de rechter ooit vervangen is. De dendrochronologische datering van de originele plank wijst op een kapdatum van na 1440.
De Madonna bevond zich in 1892 in de collectie van brouwer Henry Willet in Brighton. Later kwam het schilderij terecht in Parijs, waar het achtereenvolgens in bezit was van kunsthandel Sedelmeyer, verzamelaar Rodolphe Kann en kunsthandel Duveen. Hier kocht Arabella D. Huntingdon het werk in 1907. Na haar dood in 1924 schonk haar zoon Archer het in 1926 aan de Huntington Library. De Madonna is in 1908 te Parijs op doek overgebracht en in 1953 overgezet op masoniet (een soort hardboard). De schildering is bij de restauraties iets vergroot. De blauwe mantel is verdonkerd tot bijna zwart en het gezicht van Maria is nog maar deels origineel. De laatste restauratie vond plaats in 1994.